# George Read

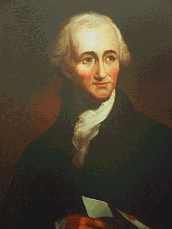
George Read

George Read, Sr. (* 18. September 1733 bei North East, Cecil County, Province of Maryland, Kolonie des Königreichs Großbritannien; † 21. September 1798 in New Castle, Delaware, USA) war ein britisch-US-amerikanischer Rechtsanwalt und Staatsmann. Er unterzeichnete die Unabhängigkeitserklärung der Vereinigten Staaten, war Delegierter im Kontinentalkongress und in der Philadelphia Convention, Gouverneur von Delaware, US-Senator für Delaware und ist einer der Gründerväter der Vereinigten Staaten.

## Jugend und Familie
Reads Vater John war ein reicher englischer Einwohner von Dublin, der als junger Mann nach Maryland kam und einer der Gründer von Charlestown wurde. Seine Mutter war Mary Howell Read. George Read war noch ein Kind, als seine Familie in den New Castle County in die Nähe des Dorfes Christiana zog. Er besuchte zusammen mit Thomas McKean Reverend Francis Alisons Akademie in New London Township und studierte Recht in Philadelphia zusammen mit John Moland. Er erhielt 1753 die Anwaltszulassung in Philadelphia, kehrte ein Jahr später heim und eröffnete in New Castle eine Kanzlei.
1763 heiratete Read Gertrude Ross Till, eine Tochter von Reverend George Ross, dem anglikanischen Rektor der Immanuel-Kirche in New Castle und verwitwete Schwester von George Ross, der später wie Read zu den Unterzeichnern der Unabhängigkeitserklärung der USA gehören sollte. Sie hatten fünf Kinder, John, George Junior, William, John und Mary, die später Gunning Bedford, Sr. heiratete, der dann Gouverneur von Delaware wurde. Die Familie lebte in The Strand in New Castle. Ihr Haus befand sich im heutigen Garten des heutigen Read-Hauses, das der Historischen Gesellschaft von Delaware gehört. Sie waren Mitglieder der Episcopal Church in the USA.
1763 ernannte John Penn, der Gouverneur von Pennsylvania, Read zum Kronstaatsanwalt für die drei Counties von Delaware. Read blieb in diesem Amt, bis er 1774 zum Kontinentalkongress aufbrach. Er war zudem von 1765 bis 1776 zwölf Perioden lang Mitglied der Kolonialversammlung von Delaware.

## Amerikanische Unabhängigkeit
Das Delaware des 18. Jahrhunderts war politisch in schwache Splitterparteien geteilt, die als „Hofpartei“ (Court Party) und „Landpartei“ (Country Party) bekannt waren. Die überlegene Court Party war überwiegend anglikanisch, am stärksten in Kent County und Sussex County vertreten, arbeitete gut mit der kolonialen Regierung zusammen und favorisierte eine Versöhnung mit der Regierung des Königreichs Großbritannien. Die schwächere Country Party war größtenteils Ulster-Schotten mit ihrem Zentrum im New Castle County, die schnell die Unabhängigkeit von Großbritannien befürworteten. Read war sozusagen ein Repräsentant beider Strömungen der Court Party und mehr als irgendein Anderer ihr Anführer. Als solcher arbeitete er hauptsächlich in Partnerschaft mit John Dickinson aus dem Kent County und in Opposition zu ihren Freunden und Nachbarn Thomas McKean und Caesar Rodney.
Read war, so wie die meisten Leute in Delaware, sehr für den Versuch der Beilegung der Differenzen mit Großbritannien. Er war gegen das Stempelgesetz und ähnliche Gesetze des Parlamentes und unterstützte Anti-Import-Gesetze und angemessene Proteste, trat aber gegen die Option eine vollstandige Unabhängigkeit ein. Trotzdem saß er ab 1764 dem Korrespondenzkomitee von Delaware vor und wurde von 1774 bis 1777 neben den radikaleren Thomas McKean und Caesar Rodney in den ersten und zweiten Kontinentalkongress gewählt. Die Tatsache seiner Teilnahme erschien seltsam. Als der Kongress am 2. Juli 1776 über die Amerikanische Unabhängigkeit abstimmte, überraschte Read viele durch seine Gegenstimme. Das veranlasste Caesar Rodney über Nacht nach Philadelphia zu reiten, um das unentschiedene Votum der Delegation aus Delaware zu Gunsten der Unabhängigkeit zu verändern. Als es wiederum darum ging, die Unabhängigkeitserklärung der Vereinigten Staaten endgültig anzunehmen, unterschrieb Read sie und schloss sich trotz seiner Vorsicht der Sache der Unabhängigkeit an.

## Regierung von Delaware
Die Unabhängigkeitserklärung der USA vorwegnehmend erklärte das Parlament von Delaware am 15. Juni 1776 seine Trennung von der Regierung des Königreichs Großbritannien. Als die Unabhängigkeitserklärung tatsächlich angenommen worden war, berief sie Wahlen für einen Verfassungskongress in Delaware ein, um die Verfassung des neuen Staates zu entwerfen. Read wurde in den Kongress gewählt, wurde sein Präsident und leitete die Passage des von Thomas McKean entworfenen Dokuments an, das die Verfassung von Delaware von 1776 wurde.
Read wurde dann in den ersten gesetzgebenden Rat, das heißt den Staatssenat des Parlamentes von Delaware, gewählt und wurde als Speaker für beide Wahlperioden (1776/77 und 1777/78) ausgesucht. Nach der Gefangennahme des Präsidenten von Delaware, John McKinly, und der kurzen Amtszeit des amtierenden Präsidenten Thomas McKean wurde Read am 20. Oktober 1777 selber amtierender Präsident und blieb dies bis zum 31. März 1778. Dies waren die Monate der Krise in Delaware, als die Briten Philadelphia eingenommen hatten und den Delaware River kontrollierten. Read und seine Familie entkamen selbst knapp der Gefangennahme auf der Flucht aus Philadelphia vor der britischen Armee. Als amtierender Präsident versuchte er, meist vergebens, zusätzliche Soldaten zu rekrutieren und den Staat vor Angriffen aus Philadelphia und von Schiffen auf dem Delaware River aus zu schützen. Die Sitzungsperiode des Parlamentes von Delaware von 1777/78 fand zur Sicherheit in Dover statt und die Delegation des Sussex County im Repräsentantenhaus von Delaware trat nie zusammen, weil Störungen der Wahl das Ergebnis ungültig machten.
Nachdem Caesar Rodney gewählt worden war, um ihn als Präsidenten zu ersetzen, setzte Read seinen Dienst im Staatssenat von Delaware während der Periode 1778/79 fort. Nach einem Jahr Pause zur Pflege seiner angeschlagenen Gesundheit wurde er für die Perioden 1780/81 und 1781/82 in das Repräsentantenhaus von Delaware gewählt. Er kehrte 1782/83 und 1787/88 in den Staatssenat zurück. 1782 war er zum Richter am Marineberufungsgericht ernannt worden.

## Verfassungskongress und US-Senator
Read wurde 1786 wieder in den Dienst der Nation gerufen. Er repräsentierte Delaware bei der Annapolis Convention. Weil so wenige Staaten vertreten waren, produzierte die Versammlung nur einen Bericht, der einen Kongress in einem größeren Rahmen einberief, der im Folgejahr in Philadelphia stattfinden sollte.
Als die Philadelphia Convention stattfand, repräsentierte Read wieder Delaware. Wright & Morris schreiben in „Soldaten-Politiker der Verfassung“: „Read stimmte sofort für eine neue nationale Regierung unter einer neuen Verfassung. Er sagte: ‚Die Konföderationsartikel zu verbessern war nur, wie aus alten Sachen neue Kleidung zu machen.‘“
Er war der Anführer im Kampf für eine starke Zentralregierung. Gleichzeitig unterstützte er die Abschaffung aller Staaten und die Konsolidierung eines Landes unter einer starken nationalen Regierung. „Niemand muss die Staaten fürchten, das Volk ist mit uns;“ erklärte er dem Kongress, der über diesen radikalen Vorschlag schockiert war. Da niemand sein Ansinnen unterstützte, gab er sich mit dem Schutz der kleinen Staaten vor den Übergriffen ihrer größeren, bekannteren Nachbarn zufrieden, die sich, so fürchtete er „zusammenschließen würden, um die kleineren Staaten nach Zusammenlegung, Teilung oder Verarmung zu schlucken.“ Er warnte, dass Delaware „eine Ziffer in der Union werden könnte“, wenn das Prinzip der gleichberechtigten Vertretung, das im New-Jersey-(Klein-Staaten)-Plan zum Ausdruck kam, nicht übernommen und an der Methode der Korrektur aus den Konföderationsartikeln nicht festgehalten würde. Er favorisierte es, dem Kongress ein Veto-Recht gegenüber Gesetzen der Staaten zu geben, um die Bundesgesetzgebung immun gegen populistische Launen zu machen, indem Senatoren neun Jahre im Amt blieben und indem dem Bundespräsidenten weite Ernennungsrechte zugestanden wurden. Er drohte frei heraus, die Delegation aus Delaware aus dem Kongress zu führen, wenn die Rechte der kleinen Staaten nicht in der neuen Verfassung ausdrücklich garantiert würden. Als diese Rechte gesichert waren, führte er die Ratifizierungsbewegung in Delaware an, das, teilweise im Ergebnis seiner Bemühungen, der erste Staat wurde, der die neue Verfassung ratifizierte.
Nach der Annahme der Verfassung der Vereinigten Staaten wählte das Parlament von Delaware Read am 25. Oktober 1788 zu einem seiner beiden Senatoren im US-Kongress. Seine verkürzte erste Amtszeit begann am 4. März 1789, 1790 wurde er für eine volle sechsjährige Amtszeit wiedergewählt. Als Senator unterstützte er die Annahme der Staatsschulden, die Einrichtung einer Nationalbank und die Erhebung von Verbrauchssteuern. Er trat von seinem Amt als Senator zurück, um die Ernennung zum Obersten Richter am Delaware Supreme Court annehmen zu können und arbeitete in dieser Funktion bis zu seinem Tode.
Read reichte seinen Abschied vom US-Senat am 18. September 1793 vor der ersten Sitzung des dritten Kongresses ein, aber es dauerte bis zum 7. Februar 1795, vier Wochen vor Ende des Kongresses, dass Henry Latimer gewählt wurde, um ihn für den Rest der Amtszeit bis zum 3. März 1797 zu ersetzen. Delawares Klasse-I-Sitz im US-Senat war aufgrund dessen vom 18. September 1793 bis zum 7. Februar 1795 verwaist.

## Tod und Nachlass
Read starb am 21. September 1798 in New Castle (Delaware) und wurde auf dem dortigen Immanuel Episcopal Kirchfriedhof beigesetzt.
William T. Reis und sein „Leben und Korrespondenzen“ beschreiben Read als „groß, gelinde und anmutig geformt, mit gefälligem Äußeren und strahlenden braunen Augen. Seine Manieren waren würdevoll, an Strenge grenzend, aber höflich und zu Zeiten faszinierend. Er strahlte große Sicherheit aus, nicht nur obgrund seiner profunden Rechtskenntnisse, seines gesunden Entscheidungsvermögens und seiner unparteiischen Entscheidungen, sondern aus seiner strengen Integrität und der Einfachheit seiner privaten Charakters heraus.“ Ein Mitdelegierter der Philadelphia Convention bemerkte, dass „seine Rechtskenntnisse angeblich sehr groß sein sollten, aber seine rhetorische Kraft war ermüdend und langweilig bis zum Letzten; seine Stimme ist schwächlich und seine Artikulation so schlecht, dass einige Geduld aufbringen müssen, um ihm zu folgen.“ Historiker wie John Munroe haben allgemein festgestellt, dass alles in allem Read die dominierende Figur in der Politik Delawares während seiner Zeit war. Er bot direkt oder indirekt stetige und zuverlässige Führerschaft für den neuen Staat in seinen schwierigsten Zeiten.
An „The Strand“ in New Castle steht ein Haus, welches sein Sohn George Read II. erbaute. Es gehört der Historischen Gesellschaft von Delaware, wurde restauriert und der Öffentlichkeit zugänglich gemacht. New Castle benannte eine Schule nach George Read.

## Öffentliche Ämter
Zu dieser Zeit wurden Wahlen in Delaware Anfang Oktober abgehalten. Mitglieder des Repräsentantenhauses von Delaware nahmen ihre Ämter am 20. Oktober für ein Jahr ein. Vor 1776 wurden im Allgemeinen sechs Abgeordnete gewählt, aus jedem Land einer. Nach 1776 wurde die Anzahl auf sieben erhöht und es wurde ein Oberhaus eingerichtet, der Senat von Delaware, der für drei Jahre drei Ratsmänner aus jedem Land wählte.
Das Parlament von Delaware wählte für ein Jahr die Abgeordneten für den Kontinentalkongress und für drei Jahre den Präsidenten von Delaware. Sie wählten zudem die US-Senatoren, die am 4. März ihre Ämter einnahmen und für sechs Jahre im Amt blieben. Reads erste Amtszeit dauerte jedoch nur zwei Jahre, um eine Rotation zu ermöglichen.
| Amt                             | Typ                    | Ort                   | Gewählt          | Amtsübernahme     | Amtsübergabe       | Anmerkungen |
| Staatsanwalt                    | Rechtsprechung         | New Castle (Delaware) |                  | 20. Oktober 1763  | 20. Oktober 1774   |             |
| Repräsentantenhaus von Delaware | Legislative            | New Castle (Delaware) | 1. Oktober 1764  | 20. Oktober 1764  | 21. Oktober 1765   |             |
| Repräsentantenhaus von Delaware | Legislative            | New Castle (Delaware) | 1. Oktober 1765  | 21. Oktober 1765  | 20. Oktober 1766   |             |
| Repräsentantenhaus von Delaware | Legislative            | New Castle (Delaware) | 1. Oktober 1766  | 20. Oktober 1766  | 20. Oktober 1767   |             |
| Repräsentantenhaus von Delaware | Legislative            | New Castle (Delaware) | 1. Oktober 1767  | 20. Oktober 1767  | 20. Oktober 1768   |             |
| Repräsentantenhaus von Delaware | Legislative            | New Castle (Delaware) | 1. Oktober 1768  | 20. Oktober 1768  | 20. Oktober 1769   |             |
| Repräsentantenhaus von Delaware | Legislative            | New Castle (Delaware) | 1. Oktober 1769  | 20. Oktober 1769  | 20. Oktober 1770   |             |
| Repräsentantenhaus von Delaware | Legislative            | New Castle (Delaware) | 1. Oktober 1770  | 20. Oktober 1770  | 21. Oktober 1771   |             |
| Repräsentantenhaus von Delaware | Legislative            | New Castle (Delaware) | 1. Oktober 1771  | 21. Oktober 1771  | 20. Oktober 1772   |             |
| Repräsentantenhaus von Delaware | Legislative            | New Castle (Delaware) | 1. Oktober 1772  | 20. Oktober 1772  | 20. Oktober 1773   |             |
| Repräsentantenhaus von Delaware | Legislative            | New Castle (Delaware) | 1. Oktober 1773  | 20. Oktober 1773  | 20. Oktober 1774   |             |
| Kontinentalkongress             | Legislative            | Philadelphia          | 2. August 1774   | 5. September 1774 | 26. Oktober 1774   |             |
| Repräsentantenhaus von Delaware | Legislative            | New Castle (Delaware) | 1. Oktober 1774  | 20. Oktober 1774  | 20. Oktober 1775   |             |
| Kontinentalkongress             | Legislative            | Philadelphia          | 16. März 1775    | 10. Mai 1775      | 21. Oktober 1775   |             |
| Repräsentantenhaus von Delaware | Legislative            | New Castle (Delaware) | 1. Oktober 1775  | 20. Oktober 1775  | 15. Juni 1776      |             |
| Kontinentalkongress             | Legislative            | Philadelphia          | 21. Oktober 1775 | 21. Oktober 1775  | 7. November 1776   |             |
| Staatsverfassung                | Verfassungsversammlung | New Castle (Delaware) | 19. August 1776  | 27. August 1776   | 21. September 1776 |             |
| Senat von Delaware              | Legislative            | New Castle (Delaware) | 21. Oktober 1776 | 28. Oktober 1776  | 20. Oktober 1777   | Speaker     |
| Kontinentalkongress             | Legislative            | Philadelphia          | 7. November 1776 | 12. Dezember 1776 | 17. Dezember 1777  |             |
| Kontinentalkongress             | Legislative            | Baltimore             | 7. November 1776 | 20. Dezember 1776 | 22. Februar 1777   |             |
| President                       | Exekutive              | Dover (Delaware)      |                  | 20. Oktober 1777  | 31. März 1778      | amtierend   |
| Senat von Delaware              | Legislative            | Dover (Delaware)      | 21. Oktober 1776 | 31. März 1778     | 20. Oktober 1779   |             |
| Repräsentantenhaus von Delaware | Legislative            | Dover (Delaware)      | 1. Oktober 1780  | 20. Oktober 1780  | 20. Oktober 1781   |             |
| Repräsentantenhaus von Delaware | Legislative            | Dover (Delaware)      | 1. Oktober 1781  | 20. Oktober 1781  | 20. Oktober 1782   |             |
| Senat von Delaware              | Legislative            | Dover (Delaware)      | 1. Oktober 1782  | 20. Oktober 1782  | 20. Oktober 1785   |             |
| Senat von Delaware              | Legislative            | Dover (Delaware)      | 1. Oktober 1785  | 20. Oktober 1785  | 20. Oktober 1788   |             |
| Philadelphia Convention         | Verfassungsversammlung | Philadelphia          |                  | 14. Mai 1787      | 17. September 1787 | Delaware    |
| United States Senate            | Legislative            | New York              |                  | 4. März 1789      | 3. März 1791       |             |
| United States Senate            | Legislative            | Philadelphia          |                  | 4. März 1791      | 18. September 1793 |             |